# Thomas Morland

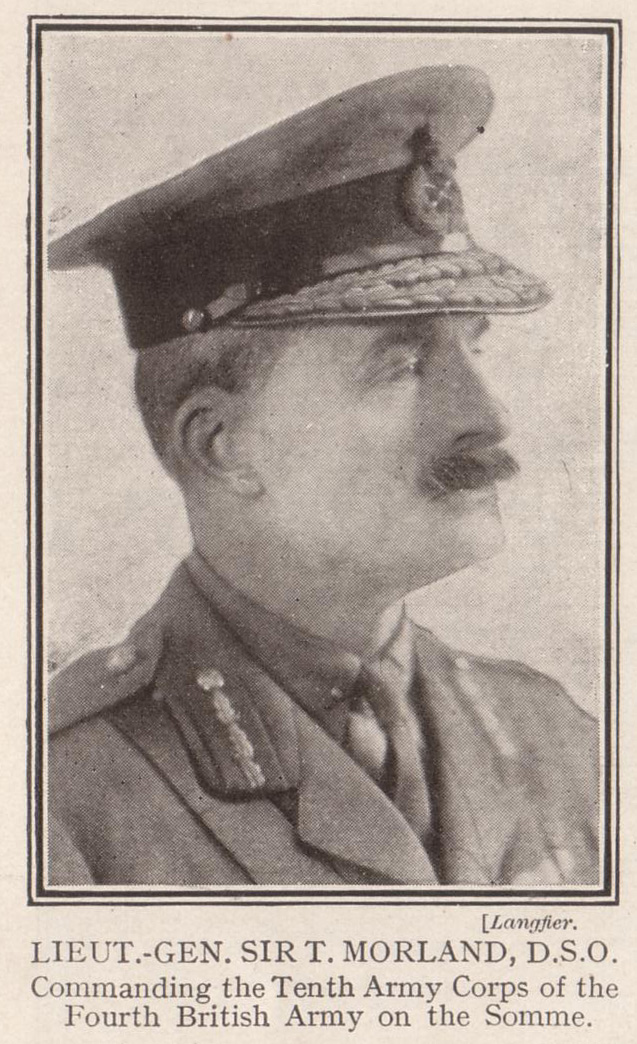
Sir Thomas Morland

Sir Thomas Lethbridge Napier Morland KCB, KCMG, DSO (* 9. August 1865 in Montreal, Kanada; † 21. Mai 1925 in Villeneuve, Montreux), war ein Generalleutnant der britischen Armee, Korpskommandant im Ersten Weltkrieg und 1920–1922 Oberbefehlshaber der Rheinarmee in Deutschland.

## Leben

### Herkunft und Familie
Geboren wurde er als ältester Sohn des schottischen Ingenieurs Thomas Morland, der als junger Mann nach Kanada emigrierte und eine wichtige Rolle bei der Konstruktion der Canadian Pacific Railway spielte. Seine Mutter Helen Hannah Elizabeth war eine Tochter des englischen Generals Henry Servante (1795–1877) und hatte Thomas Morland senior im August 1863 in Montreal geheiratet. Sie starb 1869 bei der Geburt ihres fünften Kindes. Als 1870 auch der Vater verstarb, wurde der erst fünfjährige Vollwaise Thomas mit drei seiner Brüder zur weiteren Erziehung nach England zurückgebracht und von 1878 bis 1883 in einem Kartäuserkloster erzogen.
Am 18. Februar 1890 heiratete Thomas Morland Miss Mabel Eleanor Rowens, eine Tochter des Vizeadmirals Henry Graven St. John. Aus der Ehe entstammen die beiden Töchter Marjorie („Margie“, geb. 1891) und Phyllis („Phil“, geb. 1893), welche beide noch vor dem zehnten Lebensjahr die Mutter am 27. Januar 1901 durch eine Lungenentzündung verloren.

### Frühe Militärkarriere
Im Jahr 1883/4 begann er sein Studium auf dem Royal Military College in Sandhurst. 1890 wechselte er zum Staff College nach Camberley, im April 1893 wurde er zum Kapitän befördert. Morland begleitete im Februar 1895 als Aide-de-camp den neu ernannten Gouverneur General Sir Arthur Lyon Fremantle nach Malta. Morland wünschte sich neben den Adjutantenaufgaben schnell aktive Beschäftigung im Feld.
Im Februar 1898 trat er der West African Frontier Force in Nigeria bei, welche am Niger und im dortigen Hinterland eingesetzt wurde. Die Expedition war die erste von sechs weiteren Kampagnen, an denen sich Morland in der Folgezeit in Westafrika beteiligte.
Im Juli 1899 erhielt er den Befehl über das 1. Bataillon der Frontier Force und den Rang eines Oberstleutnants. Anfang 1900 führte er die kleine Expedition nach Kaduna im nördlichen Nigeria, noch im selben Jahr führte er einen Streifzug nach Asante und stieg dabei zum Oberstleutnant auf. Im Jahr 1901 leitete er einen Feldzug gegen den Emir von Yola und okkupierte das Emirat Adamawa. 1902 übernahm er das Kommando bei einer kleineren Expedition nach Bornü. 1903 führte er eine letzte Kampagne gegen die Herrscher von Kano und Sokoto an. Nach einem längeren Heimaturlaub wurde Morland im September 1905 zum Oberst befördert und kehrte als Generalinspekteur der westafrikanischen Grenzgebiete im Rang eines Brigadegenerals nach Afrika zurück. Nach zweijähriger Dienstzeit, die jetzt ohne Kämpfe verlief, kehrte er 1909 wieder nach England zurück.
Im Juni 1910 übernahm er den Befehl über die 2. Infanteriebrigade in Aldershot. Er behielt dieses Kommando über drei Jahre, noch vor Ausbruch des Ersten Weltkrieges erhielt er den Befehl über die in Aufstellung begriffene 47th (2. London) Division der heimatlichen Territorial Army.

### Im Ersten Weltkrieg
Zu Beginn des Krieges im August 1914 wurde ihm die neu aufgestellte 14. Division der Neuen Armee übertragen, zwei Monate später wurde er an die eröffnete Westfront gesandt, um den Befehl über die vakant gewordene 5. Division der British Expeditionary Force zu übernehmen.
Nach seiner Ankunft in Flandern am 18. Oktober übernahm er zu Beginn der Ersten Flandernschlacht den Divisionsabschnitt im Raum von La Bassée. Im Juli 1915 wurde ihm das Kommando über das neugeschaffene X. Korps übertragen, gleichzeitig wurde er in den temporären Rang eines Generalleutnants befördert.
Sein Korps bekam in der im folgenden Jahr geführten Schlacht an der Somme eine wichtige Angriffsposition innerhalb der 4. Armee. Morlands Verhalten am ersten Angriffstag des 1. Juli 1916, der zu den schwersten Tagesverlusten der britischen Armee überhaupt führen sollte, erlangte traurige Berühmtheit. Während der ersten Tage beobachtete er die Massenangriffe auf einer Aussichtsplattform auf einem Baum, der zwei Meilen hinter der Hauptkampflinie lag. Er sah per Fernrohr den verlustreichen Angriff seines Korps gegen die noch intakten deutschen Linien bei Thiepval. General Sir Hubert Gough, der Führer der Reserve-Armee, äußerte gegenüber Haig früh den Mangel an Vertrauen, den er gegenüber Morlands militärischen Fähigkeiten hegte. Am 23. Juli wurde das festgelaufene X. Korps aus der Front genommen und die Korps der Reservearmee übernahmen die Angriffsführung. Morland hatte jetzt bei der höheren Führung seinen schlechten Ruf als sturer Taktiker bestätigt, auch hinterließ sein abgehobenes Benehmen keinen guten Eindruck bei seinen Truppen. In seinem Erscheinen und Auftreten spiegelte sich die nicht mehr zeitgemäße altmodische Art des englischen Offiziers und Gentleman wider, ruhig, höflich und treu, aber auch unnahbar. Ab 17. August vertrat er Lord Cavan während dessen dreiwöchiger Abwesenheit als Kommandeur des XIV. Korps. Morlands Truppen gelang in dieser Zeit nach mehreren Rückschlägen die Erstürmung der Ortschaften Guillemont und Ginchy. Morland kehrte am 10. September 1916 zu seinem alten Kommando zurück. Das X. Korps wurde im Oktober 1916 der 2. Armee im Raum Ypern überstellt, im folgenden Jahr hatte Morland Anteil an General Plumers Erfolgen. Während der Schlacht von Messines (7. Juni 1917) konnte das X. Korps die lang umkämpfte Höhe 60 und den Mount Sorrel nehmen und schwächte damit die deutsche Position östlich von Ypern. In der anbrechenden Dritten Flandernschlacht führte der Angriff auf der Straße nach Menin am 20. September bei Gheluvelt noch zu Anfangserfolgen in der danach festlaufenden Offensive.
Im Winter 1917/18 wurde das X. Korps in die Reserve zurückgezogen und hatte im März und April 1918 auch keinen Anteil an der Abwehr der deutschen Frühjahrsoffensive. Am 12. April 1918 wurde Morland mit dem Befehl über das XIII. Korps der 1. Armee betraut, das wieder als Reserve in der Ebene an der Leie stand. Im September 1918 führte er das XIII. Korps im Abschnitt der 4. Armee beim Angriff auf die Hindenburg-Linie. Der Angriff am 5. Oktober wurde ein großer Erfolg, bei Beaurevoir wurde der Durchbruch erweitert. Am 5. November überquerten seine Truppen die Sambre. In den letzten Tagen des Krieges drangen seine Truppen innerhalb von sechs Tagen fast 18 Meilen weit in Richtung Belgien vor.

### Nachkriegszeit
Anfang 1919 wurde Morland von der Influenza-Pandemie schwer betroffen und erlangte nie mehr seine vorherige gute Gesundheit zurück. Er wurde von Georg V. ehrenhalber zum Oberstinhaber des Suffolk Regiments ernannt. Im März 1919 kehrte er noch zu seinem neuorganisierten X. Corps zurück, das jetzt im Rahmen der Rheinarmee in der Besatzungszone am rechten Rheinufer bei Köln eingesetzt war. Im März 1920 folgte er Sir William Robertson in dessen Position als Commander-in-Chief der Rheinarmee nach. Im März 1922 kehrte er nach England zurück, um Lord Cavan als Befehlshaber des Aldershot Command abzulösen. Ende Februar 1923 verzichtete er auf weitere Positionen, seine Gesundheit war bereits zu beeinträchtigt. Er starb im Mai 1925 bei einem Kuraufenthalt an der Riviera, am 21. Mai 1925 wurde er auf dem englischen Friedhof in Villeneuve bei Montreux begraben.